# Таско
Таско (исп. Tasco) — небольшой город и муниципалитет на востоке центральной части Колумбии, на территории департамента Бояка. Входит в состав провинции Вальдеррама.

## История
Поселение, из которого позднее вырос город, было основано 15 октября 1577 года. Муниципалитет Таско был выделен в отдельную административную единицу в 1775 году.

## Географическое положение

Муниципалитет Таско

Город расположен в восточной части департамента, в горной местности Восточной Кордильеры, к востоку от реки Чикамоча, на расстоянии приблизительно 71 километра к северо-востоку от города Тунха, административного центра департамента. Абсолютная высота — 2535 метров над уровнем моря.
Муниципалитет Таско граничит на севере с территорией муниципалитета Соча, на северо-западе — с муниципалитетом Пас-де-Рио, на западе — с муниципалитетом Бетейтива, на юго-западе — с муниципалитетом Корралес, на юге — с муниципалитетом Гамеса, на востоке — с муниципалитетом Сокота. Площадь муниципалитета составляет 167 км².

## Население
По данным Национального административного департамента статистики Колумбии, совокупная численность населения города и муниципалитета в 2015 году составляла 6361 человек.
Динамика численности населения муниципалитета по годам:
| 2005 | 2006 | 2007 | 2008 | 2009 | 2010 | 2011 | 2012 | 2013 | 2014 | 2015 |
| ---- | ---- | ---- | ---- | ---- | ---- | ---- | ---- | ---- | ---- | ---- |
| 6925 | 6872 | 6814 | 6764 | 6709 | 6657 | 6601 | 6542 | 6478 | 6423 | 6361 |

Согласно данным переписи 2005 года мужчины составляли 49,2 % от населения Таско, женщины — соответственно 50,8 %. В расовом отношении всё население города составляли белые и метисы.
Уровень грамотности среди всего населения составлял 89,7 %.

## Экономика
59,8 % от общего числа городских и муниципальных предприятий составляют предприятия торговой сферы, 28,1 % — предприятия сферы обслуживания, 11,6 % — промышленные предприятия, 0,5 % — предприятия иных отраслей экономики.

## Достопримечательности
- Музей Уильяма Спратлинга
- Музей «Дом Лас-Лагримас» (Дом Фигероа)
- Музей серебра